# Sandiás
Sandiás est une commune de Galice (Espagne) dans la province d'Ourense, appartenant à la comarque A Limia. Recensement 2005 : 1.554 habitants.

## Patrimoine historique et artistique
- Église gothique de Santo Estevo de Sandiás, œuvre du maître Bartolomé de Nosendo, construite en 1520 environ.
- Tour médiévale du Castro. Elle fut construite au XIIe siècle, avec les restes du château. En plus de l’attaque de la Révolte Irmandiña, le château fut pris d’assaut par les troupes anglaises, sous les ordres du Duc de Lancaster. Il a été reconstruit par la suite et il a joué un rôle important dans la guerre hispano-portugaise du XVIIIe siècle. Il y a tout un monde mythologique de légendes sur ce château, où les guerriers et les villes submergées sont les protagonistes.